# 井上忠右衛門
井上 忠右衛門（いのうえ ちゅうえもん、生没年不詳）は、江戸時代前期の武士 、治水家、土木技術者。

## 経歴・人物
土佐藩士。奉行職の野中兼山が寛永16年（1639年）に着工した物部川の山田堰の工事に、四つ枠法という技術を導入し、寛文4年（1664年）にこれを完成させた。同堰は八田堰とともに高知藩の二大堰のひとつ。